# 釣りバカ日誌8
『釣りバカ日誌8』（つりバカにっしエイト）は、1996年8月10日公開の日本映画。釣りバカ日誌シリーズ第9作（レギュラーシリーズ第8作）。この年は公開時期が夏になり、併映は『さすらいのトラブルバスター』になった。単独上映になった劇場もある。前作まで併映されていた『男はつらいよ』の主演である渥美清の死が全国に知らされた翌日に公開となった。

## あらすじ
スーさんの旧友である榊の三回忌、その次女・真理は秘書として鈴木建設に勤めている。お線香をあげに訪れた榊家で、医者として独り暮らしを満喫している長女・和美に出会う。
その場で大腸の具合を気にされ、和美の勤務先の病院で内視鏡検査とポリープの切除を行う。そのお礼にとスーさんは和美を釣りに誘う。
今回の釣り旅行は福島県。ハカセこと湯川と和美との出会いは気まずいものであったが、共通の釣り仲間であるスーさん・浜ちゃんと出会い、ぎこちないながらも釣りを楽しむ。ハカセの釣り針に魚がヒット、しかしハカセは読書に夢中。たまらず声を掛ける和美だったが「だったら貴方が釣ればいい」とまだ読書の手を休めない。悪戦苦闘する和美、ようやくハカセも手助けするが、それでも四苦八苦していると…。

## キャスト
浜崎家
- 浜崎伝助（鈴木建設営業三課） - 西田敏行
- 浜崎みち子（妻） - 浅田美代子
- 浜崎鯉太郎（息子） - 上野友

鈴木家
- 鈴木一之助（鈴木建設代表取締役社長） - 三國連太郎

メインゲスト
- 湯川省平（通称「ハカセ」・伝助の釣りの弟子） - 柄本明
- 榊和美（榊真理の姉・聖ヨハネ総合病院内科医） - 室井滋

鈴木建設
- 秋山鉄蔵（専務） - 加藤武
- 堀田（常務） - 前田武彦
- 原口（人事部長） - 竜雷太
- 川島（営業本部長） - 小野寺昭
- 草森（秘書室長） - 角野卓造
- 榊真理（社長秘書） - 西山由海
- 佐々木和男（営業三課課長） - 谷啓
- 前原（運転手） - 笹野高史

その他
- 太田八郎（ハマちゃんの隣人） - 中本賢
- 和美の母 - 原知佐子
- 和美の父 - 森塚敏
- タクシーの運転手 - ビートきよし

## スタッフ
- 監督 - 栗山富夫
- 原作 - やまさき十三（作）、北見けんいち（画）（小学館「ビッグコミックオリジナル」連載）
- 脚本 - 山田洋次、関根俊夫、荒井雅樹
- プロデューサー - 瀬島光雄、中川滋弘
- 音楽 - かしぶち哲郎
- 撮影 - 安田浩助
- 美術 - 重田重盛
- 編集 - 鶴田益一
- 音楽プロデューサー - 佐々木麻美子、高石真美
- 照明 - 粟木原毅
- 録音 - 近藤勲

## ロケ地
- 福島県いわき市

## 地上波放送履歴
| 回数  | テレビ局   | 番組名             | 放送日         |
| ----- | ---------- | ------------------ | -------------- |
| 初回  | 日本テレビ | 金曜ロードショー   | 1997年10月24日 |
| 2回目 | フジテレビ | ゴールデン洋画劇場 | 1999年10月2日  |
| 3回目 | フジテレビ | プレミアムステージ | 2004年1月17日  |